# Jerzy Knothe
Jerzy Oskar Knothe (ur. 1 sierpnia 1917 w Warszawie, zm. 25 kwietnia 2002) – polski socjolog wsi i polityk, poseł na Sejm Ustawodawczy (1947–1952), wiceminister leśnictwa (1952–1956) oraz leśnictwa i przemysłu drzewnego (1956–1960, 1966–1973), ambasador w Chinach (1960–1966).

## Życiorys
Syn Hermana i Marii. W 1935 ukończył Gimnazjum Humanistyczne im. Karola Marcinkowskiego w Poznaniu. Od 1935 do 1940 prowadził gospodarstwo rolne w Golęczewie. Jednocześnie w latach 1936–1939 studiował socjologię na Uniwersytecie im. Adama Mickiewicza w Poznaniu. Studia wznowił w latach 1957–1959 i zakończył je otrzymaniem tytułu magistra socjologii na Wydziale Filozoficzno-Historycznym UAM.
W latach 1937–1939 członek Stronnictwa Ludowego. Po usunięciu z gospodarstwa przez Niemców w maju 1940, pracował u lokalnego gospodarza. Od września 1940 do marca 1942 robotnik w Poznaniu. Ze względu na zainteresowanie ze strony Gestapo i propozycję podpisania volkslisty, w marcu 1942 przeszedł do Generalnego Gubernatorstwa. W 1942 pracownik biurowy w Spółdzielni Rolno-Handlowej w Kosowie Lackim. Od 1942 do 1944 w biurze Centrali Spółdzielni w Warszawie. W styczniu 1943 wstąpił do Polskiej Partii Robotniczej, używał pseudonimu „Leszek”. Współpracował z Ignacym Logą-Sowińskim. W czasie powstania warszawskiego był w Armii Ludowej w oddziale Józefa Małeckiego. Opuścił Warszawę z ludnością cywilną. Po powstaniu przebywał w Olsztynie k. Częstochowy, a potem w Zakopanem. W 1945 pełnił funkcje: zastępcy komendanta ds. polityczno-wychowawczych w Komisariacie MO w Zakopanem, brygadiera gminnego przy pełnomocniku ds. reformy rolnej w Czorsztynie, zastępcy II pełnomocnika wojewódzkiego ds. reformy rolnej w Poznaniu. Od 1 czerwca 1946 do października 1948 I wiceprezes Zarządu Wojewódzkiego Związku Samopomocy Chłopskiej w Poznaniu. 29 grudnia 1947 został w miejsce Karola Świerczewskiego posłem na Sejm Ustawodawczy. Funkcję pełnił do końca kadencji w 1952. Od grudnia 1948 do grudnia 1949 dyrektor wydziału w Centrali Rolniczej w Warszawie. Od 1949 w Ministerstwie Rolnictwa, m.in. jako dyrektor Departamentu POM i Spółdzielni Produkcyjnych. W latach 1950–1952 radca wicepremiera i członek Kolegium Rolnego przy Prezydium Rady Ministrów. Od 4 kwietnia 1952 do lipca 1956 podsekretarz stanu w Ministerstwie Leśnictwa. Następnie, od lipca 1956 do lutego 1960 podsekretarz stanu w Ministerstwie Leśnictwa i Przemysłu Drzewnego. W latach 1960–1966 ambasador PRL w Chinach. Od 12 grudnia 1966 do 6 marca 1973 ponownie podsekretarz stanu w Ministerstwie Leśnictwa i Przemysłu Drzewnego.
Pochowany na cmentarzu ewangelicko-augsburskim w Warszawie.

## Odznaczenia
- Order Sztandaru Pracy II klasy (1964)[5]